# Toblach

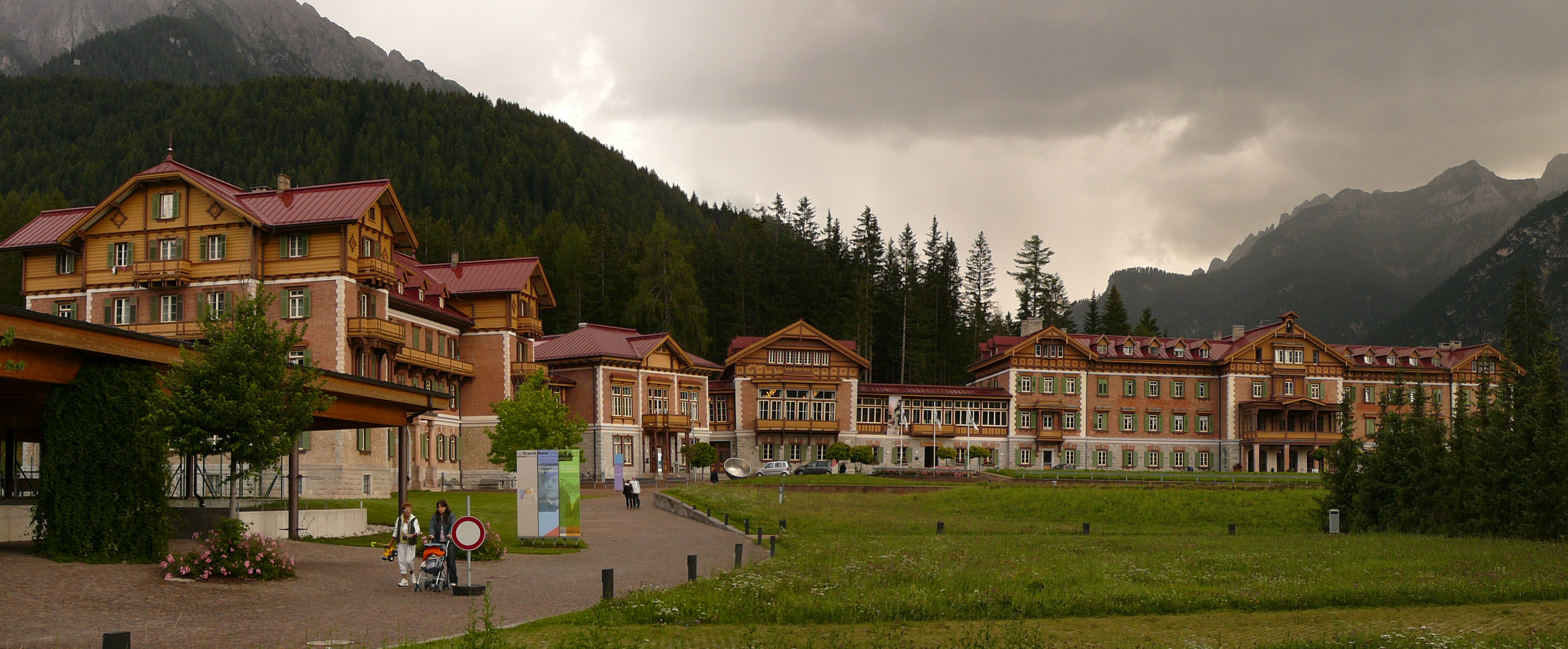
Grand Hotel Toblach

Toblach (wł. Dobbiaco) – miejscowość i gmina we Włoszech, w regionie Trydent-Górna Adyga, w prowincji Bolzano.
Liczba mieszkańców gminy wynosiła 3292 (dane z roku 2010). Język niemiecki jest językiem ojczystym dla 86,28%, włoski dla 13,65%, a ladyński dla 0,07% mieszkańców (2001).